# Колонья-Венета
Колонья-Венета (итал. Cologna Veneta) — коммуна в Италии, располагается в провинции Верона области Венеция.
Население составляет 7880 человек, плотность населения составляет 188 чел./км². Занимает площадь 42,99 км². Почтовый индекс — 37044. Телефонный код — 0442.
В коммуне  8 сентября особо празднуется Рождество Пресвятой Богородицы.